# (500566) 2012 UT61
(500566) 2012 UT61 es un asteroide que forma parte del cinturón interior de asteroides descubierto el 21 de octubre de 2012 por el equipo del Pan-STARRS desde el Observatorio de Haleakala, Hawái, Estados Unidos.

## Designación y nombre
Designado provisionalmente como 2012 UT61.

## Características orbitales
2012 UT61 está situado a una distancia media del Sol de 1,877 ua, pudiendo alejarse hasta 1,994 ua y acercarse hasta 1,760 ua. Su excentricidad es 0,062 y la inclinación orbital 22,04 grados. Emplea 939,442 días en completar una órbita alrededor del Sol.

## Características físicas
La magnitud absoluta de 2012 UT61 es 18,9. 